# Шталаг 1А
Шталаг 1А (нем. Stalag I-A) — немецкий лагерь военнопленных Второй мировой войны, располагавшийся в селе Штаблак 7,5 км западнее города Прейсиш-Эйлау, Восточная Пруссии (ныне Багратионовск Калининградской области).
После прихода нацистов к власти на территории Восточной Пруссии стали создаваться концлагеря. Крупнейший из них — Шталаг 1А — располагался на месте полигона западнее Прейсиш Эйлау.
Лагерь был построен в 1939 году польскими военнопленными, вскоре туда были доставлены бельгийские, французские, итальянские военнопленные, а с 1941 года стали поступать советские граждане.